# Anton (Familienname)
Anton bzw. Antón  ist ein deutscher bzw. spanischer Familienname.

## Herkunft und Bedeutung
Zu Herkunft und Bedeutung siehe beim Vornamen Anton.

## Namensträger

### A
- Abel Antón (* 1962), spanischer Leichtathlet
- Adina Anton (* 1984), rumänische Weitspringerin
- Alin Anton (* 2000), rumänischer Leichtathlet
- Andreas Anton (* 1983), deutscher Soziologe
- Andrés Abad Antón, argentinischer Komponist, Dirigent, Bühnenregisseur und Tenor
- Anton Anton (* 1949), rumänischer Politiker und Ingenieur
- August Friedrich Moritz Anton (1798–1868), deutscher Pädagoge
- Aurel Anton (1928–2015), rumänischer Schachspieler

### B
- Bianca Anton (* 2000), rumänische Leichtathletin

### C
- Cédric Anton (* 1988), französischer Fußballspieler

### D
- David Antón Guijarro (* 1995), spanischer Schachspieler

### E
- Edoardo Anton (1910–1986), italienischer Drehbuchautor und Regisseur
- Eleuterio Antón (* 1950), spanischer Marathonläufer
- Elizabeth Anton (* 1998), neuseeländische Fußballspielerin

### F
- Franz Anton (* 1989), deutscher Kanute
- Franz Anton von Pirkershausen (1841–1906), österreichischer k.k. Marineoffizier

### G
- Gabriel Anton (1858–1933), österreichischer Neurologe und Psychiater
- Gheorghe Anton (* 1993), moldawischer Fußballspieler
- Gisela Anton (* 1955), deutsche Physikerin
- Gottfried Anton (1571–1618), deutscher Rechtswissenschaftler
- Gus Anton (* 1938), deutscher Dirigent, Komponist und Arrangeur

### H
- Hannes Anton (* 1964), österreichischer Politiker
- Hans Hubert Anton (1936–2024), deutscher Historiker
- Helene Anton (1859–1931), deutsche Schriftstellerin
- Helga Anton (1923–2007), deutsche Autorin und Beterin
- Herbert Anton (1936–2023), deutscher Literaturwissenschaftler
- Hermann Eduard Anton (1794–1872), deutscher Verleger und Malakologe

### I
- Igor Antón (* 1983), spanischer Radrennfahrer

### J
- Jean-Paul Anton (* 1948), französischer Boxer
- Johann Nicolaus Anton (1737–1813), deutscher Theologe
- John P. Anton (1920–2014), US-Philosoph und Philosophiehistoriker
- José Alberto Serrano Antón (* 1942), spanischer Theologe und Missionar, Bischof von Hwange
- José María Antón (* 1989), spanischer Fußballspieler
- Joseph Anton, ein Pseudonym von Salman Rushdie (* 1947), indisch-britischer Schriftsteller

### K
- Karl Anton (1898–1979), tschechischer Filmregisseur
- Karl Anton (Orgelbauer) (1815–??), deutscher Orgelbauer
- Karl Anton (Theologe) (1887–1956), deutscher Theologe und Musikwissenschaftler
- Karl Gottlieb Anton (1778–1861), deutscher Altphilologe
- Karl Gottlob von Anton (1751–1818), deutscher Jurist, Politiker und Historiker
- Konrad Gottlob Anton (1745–1814), deutscher Linguist und Orientalist

### L
- Leif Anton (* 1982), deutscher Handballspieler
- Ludwig Anton (1872–1941), österreichischer Schriftsteller und Arzt

### M
- Markus Anton (* 1976), deutscher Schauspieler
- Matthias Anton (* 1979), deutscher Saxophonist und Hochschullehrer
- Mauricio Antón (* 1961), spanischer Paläokünstler und wissenschaftlicher Illustrator
- Max Anton (1875–nach 1935), Opernsänger
- Michael Anton (* 1970), US-amerikanischer Kommunikationsberater
- Moritz Anton (1798–1868), deutscher Pädagoge, siehe August Friedrich Moritz Anton
- Moritz Anton (Kameramann) (* 1972), deutscher Kameramann

### N
- Néstor Antón, uruguayischer Basketballspieler

### O
- Ottomar Anton (1895–1976), deutscher Grafiker
- Ovidiu Anton (* 1983), rumänischer Singer-Songwriter

### P
- Patrick Anton (* 1954), französischer Fußballschiedsrichter
- Paul Anton (1661–1730), deutscher Theologe
- Peter Anton (1902–1946), Gauleiter des Banats

### R
- Richard Anton (1887–1977), Oberbürgermeister der Stadt Castrop-Rauxel und Kreisleiter der NSDAP
- Rico Anton (* 1977), deutscher Politiker (CDU)
- Rudolph Anton (1830–1884), deutscher Jurist und Politiker

### S
- Susan Anton (* 1950), US-amerikanische Sängerin und Schauspielerin
- Sven Anton (* 1970), deutscher Volleyballtrainer und -spieler

### U
- Ulrike Anton, österreichische Musikwissenschaftlerin
- Uwe Anton (* 1956), deutscher Schriftsteller und Übersetzer

### V
- Volker-Michael Anton (1951–2021), deutscher Schachspieler

### W
- Waldemar Anton (* 1996), deutscher Fußballspieler
- Walter Anton (1929–2017), deutscher Verwaltungsjurist und Oberbürgermeister
- Wilfried Anton (* 1940), deutscher Kulturmanager und Politiker